# Giuseppe Passeri
Giuseppe Passeri, född 12 mars 1654 i Rom, död 2 november 1714 i Rom, var en italiensk målare under barockepoken. Han var elev till släktingen Giovanni Battista Passeri och senare till Carlo Maratta.

## Biografi
Under sin utbildning influerades Passeri av bröderna Carraccis, Guido Renis och Nicolas Poussins måleri.
På uppdrag av kardinal Francesco Barberini målade Passeri två fresker i Palazzo Barberini. Omkring 1686 utförde han Den obefläckade Avlelsen för San Tommaso in Parione och Den tvivlande Tomas för Santa Croce in Gerusalemme. I Santa Maria in Aracoeli på Capitolium kan man beskåda freskerna Jungfru Marie död och Jungfru Marie himmelsfärd av Passeris hand.
År 1693 blev Passeri ledamot av Accademia di San Luca. I Louvren i Paris är Passeri representerad med två målningar: Den heliga Katarinas mystika förlovning och Armida och Rinaldos följeslagare.

## Verk i urval
- Vår Fru av Rosenkransen – Santa Caterina da Siena a Magnanapoli[7]
- Den tvivlande Tomas – Santa Croce in Gerusalemme[8]
- Fresker – Cappella Ludovisi, San Francesco a Ripa[9]
- Scener ur den helige Franciskus av Paolas liv – San Giacomo degli Incurabili[10]
- Fresker i långhuset – Santa Maria in Aracoeli[11]
- Jungfru Marie himmelsfärd – Cappella Albertoni Altieri, Santa Maria in Campitelli[12]
- Påve Silvester döper Konstantin den store – Cappella Albani, San Sebastiano fuori le Mura[13]
- Den heliga Treenigheten (kupolfresk) – Santo Spirito dei Napoletani[14]
- Bellerofon – Palazzo Barberini[15]

## Bilder
| - Vår Fru av Rosenkransen, Santa Caterina da Siena a Magnanapoli. - Jungfru Marie himmelsfärd, Santa Maria in Campitelli. - Armida och Rinaldos följeslagare. |